# 陰陽路八之棺材仔
《陰陽路八之棺材仔》是一部2001年香港恐怖鬼片，《陰陽路系列》第八部電影，由阮志強執導，陳松伶、羅蘭、雷宇揚、張可頤和唐家輝主演，這集的《陰陽路》有新的系列特色，就是改為起用一群較新的導演，改用低成本的數碼製作。故事方面，則以羅蘭飾演的畢氏龍娣配上雷宇揚、張豪龍等為骨幹。

## 劇情簡介
畢比特（雷宇揚飾）是電影業幕後工作者，由於電影世道不景氣而失業，為了節省開支，只有帶母親（羅蘭飾）、弟弟及女友搬至位於郊區的舊居，不料在傢俱搬運途中，他無意中踢翻了鄰居家的土地公神牌，從此便被靈童不停滋擾。
畢比特初來乍到，發現雖然地角偏僻，但是出租的大房視野開闊，更有美豔女子娥姐（陳松伶飾）為鄰。待一家人入住後，畢比特便遭遇多樁怪異事件，令人懷疑這幢包租公房間貼滿黃符的大房內有詭異。
某夜，畢比特驚見娥姐的鬼魅一面，驚醒後才知是南柯一夢，然而，娥姐平日神出鬼沒，常常面對陌生男童發呆的舉動似乎確實隱藏着不為人知的秘密。畢比特求職不順，又再次發現娥姐的鬼魅表現，好奇心驅使着畢比特去解開這段塵封的往事……
畢比特因市道不景氣，由大屋搬舊區，母親因懂通靈之術得龍婆綽號，一向靠通靈技能謀生，養活畢比特兩兄弟。畢比特搬運傢俱上樓之際，無意踢跌鄰居之土地公神牌，自此經常被童靈滋擾，畢基發現鄰居一名穿着紅衣少女，行為詭秘，足不出户，卻與比特扯上一段耐人尋味之關係。
紅衣少女名娥姐，娥姐所住之處，若干年前一位由國內偷渡來港孕婦，為着尋找丈夫，報址是虛假的，唯作暫居之所，誕下一女嬰，思夫情深而取名明仔，過了一段日子，婦人往街上買奶粉，於途中，見警員在截查身份證，忙轉身急步，被警員發現喝令搜查，婦人因慌不擇路而跑出馬路，巧遇賊車急彎駛出撞個正着，當場死去，女嬰就這樣缺乏照顧而餓死，無辜喪命而聚成怨氣，適巧娥姐入住而存於驅體內，為的是尋覓生娘。
比特與娥姐同往查究嬰生母身份，絕處逢生下尋獲，龍婆替女嬰設置靈位讓其安息而得以轉世輪迥。

## 角色介紹
| 演員   | 角色     | 角色介紹 |
| ------ | -------- | -------- |
| 陳松伶 | 娥姐     |          |
| 雷宇揚 | 畢彼特   |          |
| 張可頤 | 廖慧儀   |          |
| 唐家輝 | 畢基     |          |
| 羅蘭   | 畢氏龍娣 |          |
| 譚小環 | 阿Moon   |          |
| 鬼塚   | 八哥     |          |
| 九紋龍 | 阿九     |          |
| 黃定邦 |          |          |
| 羅偉昌 |          |          |
| 林華勳 |          |          |

## 外部連結
- 香港影庫上《陰陽路八之棺材仔》的資料（繁體中文）
- 互联网电影数据库（IMDb）上《陰陽路八之棺材仔》的资料（英文）
- 豆瓣电影上《陰陽路八之棺材仔》的資料 （简体中文）